# Malvasia nera di Basilicata
La Malvasia nera di Basilicata  est un cépage italien de raisins noirs de la grande famille de Malvasia.

## Origine et répartition géographique
Le cépage Malvasia nera di Basilicata provient du sud de l’Italie. D'origine probablement grecque, il est proche de la variété Malvasia nera di Lecce.
Il est classé « recommandé » en province de Matera et province de Potenza dans la région de la Basilicate. En 1998, sa culture couvrait une superficie de 1 365 ha.

## Caractères ampélographiques
- Extrémité du jeune rameau cotonneux blanc.
- Jeunes feuilles duveteuses.
- Feuilles adultes, à 5 lobes avec des sinus supérieurs étroits à fonds aigus, un sinus pétiolaire en lyre fermée, des dents ogivales, larges, en deux séries, un limbe duveteux.

## Aptitudes culturales
La maturité est de troisième époque : 30  jours après le chasselas.

## Potentiel technologique
Les grappes et les baies sont de taille moyenne. La grappe est conique. La chair est pulpeuse, très colorée et d'une saveur aromatique. La majorité de la production est vinifiée en vin de table.

## Synonymes
La malvasia nera di Basilicata est connu sous le nom de malvasia nera